# Vladimir Pisarskij
Vladimir Aleksandrovič Pisarskij (in russo Владимир Александрович Писарский?; in ucraino Володимир Васильович Писарський?, Volodymyr Vasyl'ovyč Pysars'kyi; fino a dicembre 2022 era noto come Vladimir Syčevoj (in russo Владимир Сычевой?; in ucraino Володимир Сичовий?, Volodymyr Syčovyj); Sinferopoli, 27 febbraio 1996) è un calciatore ucraino naturalizzato russo, attaccante svincolato.

## Carriera

### Club
Cresciuto nei settori giovanili di UOR Simferopol e KFU Simferopol, nel 2016 è stato acquistato dal Krymteplycja, con cui ha giocato per quattro stagioni nel campionato della Crimea, non riconosciuto da UEFA e FIFA. Nel 2020 si è trasferito all'Irtyš Omsk, nella seconda divisione russa. L'anno successivo è stato ingaggiato dall'Orenburg, sempre in seconda divisione, con cui ha conquistato la promozione in massima serie. Ha esordito in Prem'er-Liga il 16 luglio 2022, nell'incontro perso per 2-4 contro il Kryl'ja Sovetov Samara. Il 23 luglio seguente ha messo a segno una tripletta nella vittoria per 3-0 contro l'Ural.

### Nazionale
Nel 2022 ha esordito in nazionale.

## Statistiche

### Presenze e reti nei club
Statistiche aggiornate al 14 agosto 2022.
| Stagione        | Squadra         | Campionato      | Campionato | Campionato | Coppe nazionali | Coppe nazionali | Coppe nazionali | Coppe continentali | Coppe continentali | Coppe continentali | Altre coppe | Altre coppe | Altre coppe | Totale | Totale |
| Stagione        | Squadra         | Comp            | Pres       | Reti       | Comp            | Pres            | Reti            | Comp               | Pres               | Reti               | Comp        | Pres        | Reti        | Pres   | Reti   |
| --------------- | --------------- | --------------- | ---------- | ---------- | --------------- | --------------- | --------------- | ------------------ | ------------------ | ------------------ | ----------- | ----------- | ----------- | ------ | ------ |
| 2020-2021       | Irtyš Omsk      | 1D              | 25         | 5          | CR              | 0               | 0               |                    | -                  | -                  |             | -           | -           | 25     | 5      |
| 2021-2022       | Orenburg        | 1D              | 30+2       | 6+0        | CR              | 2               | 1               |                    | -                  | -                  |             | -           | -           | 34     | 7      |
| 2022-2023       | Orenburg        | PL              | 4          | 3          | CR              | 0               | 0               |                    | -                  | -                  |             | -           | -           | 4      | 3      |
| Totale carriera | Totale carriera | Totale carriera | 61         | 14         |                 | 2               | 1               |                    | -                  | -                  |             | -           | -           | 63     | 15     |